# Lars Ahlfors
Lars Valerian Ahlfors (n. 18 aprilie 1907, Helsingfors, Imperiul Rus – d. 11 octombrie 1996, Pittsfield, Massachusetts, SUA) a fost un matematician finlandez, cunoscut pentru contribuțiile sale în domeniul analizei complexe și al suprafețelor Riemann.

## Biografie
S-a născut la Helsinki într-o familie vorbitoare de limbă suedeză ) (fino-suedezi) 
Tatăl său a fost profesor de inginerie la Universitatea de Tehnologie din Helsinki.
În 1928 este absolvent al Universității din Helsinki.
A fost profesor la Universitatea Harvard.

## Contribuții
A studiat suprafețele topologice și clasificarea acestora.
A creat o metodă pentru funcțiile meromorfe cu mulțimea singularităților esențiale de capacitate logaritmică.
A studiat trasnformările cvasiconforme însoțite de unele proprietăți metrice.
A stabilit metode pentru transformările interioare.
În 1935 a stabilit teoria discurilor pentru acoperirile regulat exhaustive, care erau definite metrico-topologic.
În 1936 a luat parte la Congresul Matematicienilor ținut la Oslo, unde, în raportul său, a cuprins și noua definiție topologică a lui Simion Stoilov relativ la varietățile riemanniene, enunțând pentru prima dată această definiție.
De asemenea, Ahlfors a fost autor al unor metode analitice și geometrice de inspirație boreliană.

## Scrieri
- Contributions to the Theory of Riemann Surfaces (1953), în care a analizat dezvoltarea studiului suprafeței riemanniene de-a lungul unui secol și a accentuat etapa datorată lui Simion Stoilov.
- Riemann Surfaces (Princeton University Press, 1960), unde se arată cum trebuie caracterizată topologic o suprafață riemanniană
- An Introduction to the Theory of Analytic Functions of one Complex Variable (1953).

Teorema lui Ahlfors a constituit obiectul cercetărilor lui Stoilov cuprinse în memoriul: Sur une classe de surfaces de Riemann régulièrement exhausibles et sur le théorème des disques de M. Ahlfors (C.R. Acad. Sc. Paris, t. 207/1938).